# Im Hagen (Radevormwald)
Im Hagen ist ein Ort in Radevormwald im Oberbergischen Kreis im nordrhein-westfälischen Regierungsbezirk Köln in Deutschland.

## Lage und Beschreibung
Im Hagen liegt im Nordwesten von Radevormwald nahe dem Stadtzentrum. Weitere Nachbarorte sind Unterste Mühle, Leimholer Mühle und Neuenhammer. Man erreicht den Ort über die Uelfe-Wuppertalstraße. Eine Abzweigung am Uelfebad führt zu dem Ort.
Nordwestlich der Ortschaft fließt der Eistringhauser Bach, südöstlich verläuft die Uelfe.

## Geschichte
1315 wurde der Ort das erste Mal urkundlich erwähnt und zwar „Graf Adolf VI. v. Berg erwirbt von Gottfried v. Sayn u. a. das Freigut“. Die Schreibweise der Erstnennung war Hagene. 1715 wird der Hof auf der Topographia Ducatus Montani ebenfalls als „Freýhof“ aufgeführt.

## Politik und Gesellschaft
Im Hagen gehört zum Radevormwalder Gemeindewahlbezirk 130 und dort zum Stimmbezirk 131.

## Wander- und Radwege
Folgende Wanderwege führen durch den Ort:

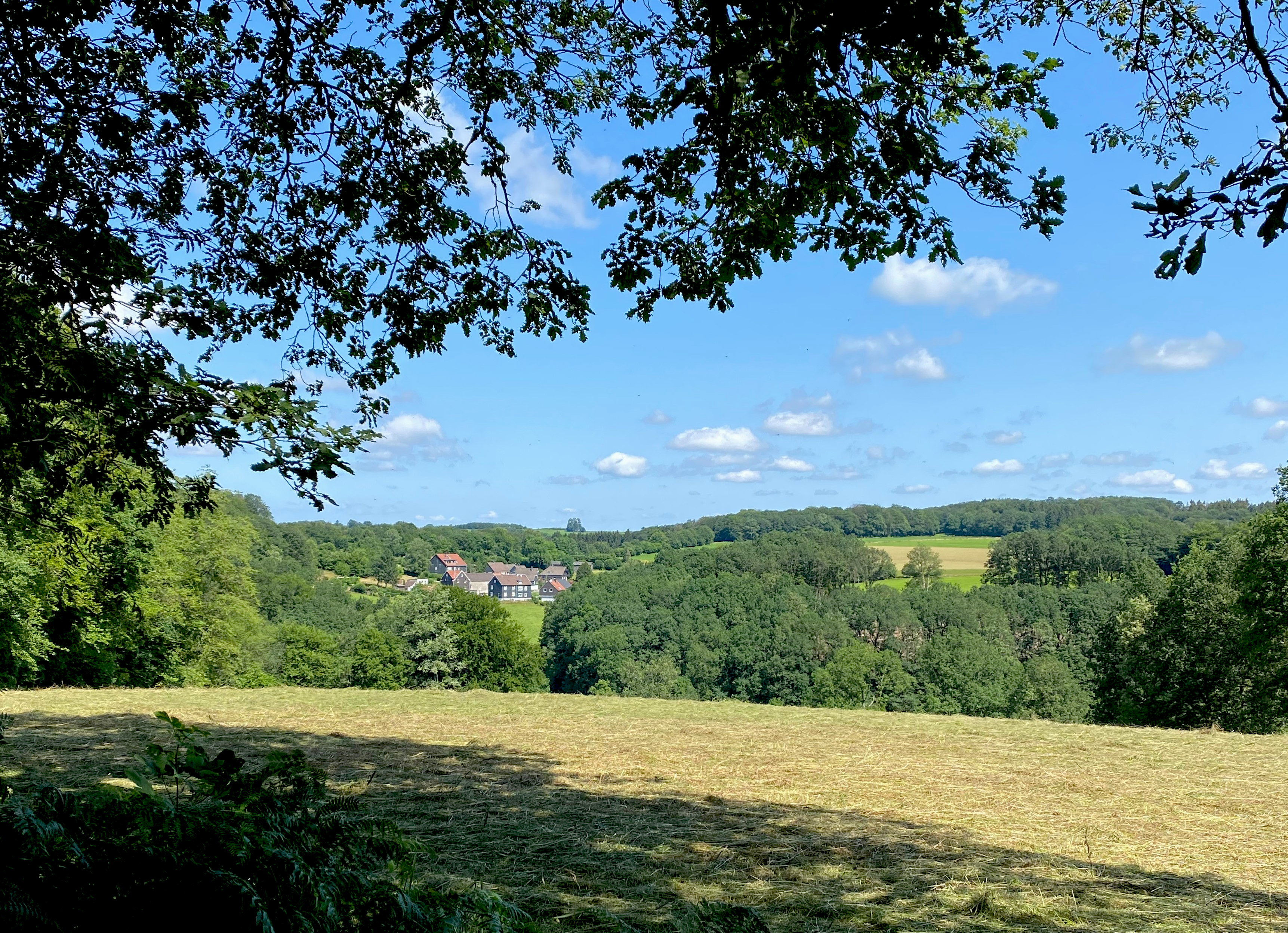
Blick von Leimhol auf Im Hagen

- Der Wald-Wasser-Wolle-Wander-Weg
- Die Ortsrundwanderwege A4 und A6